# 일력

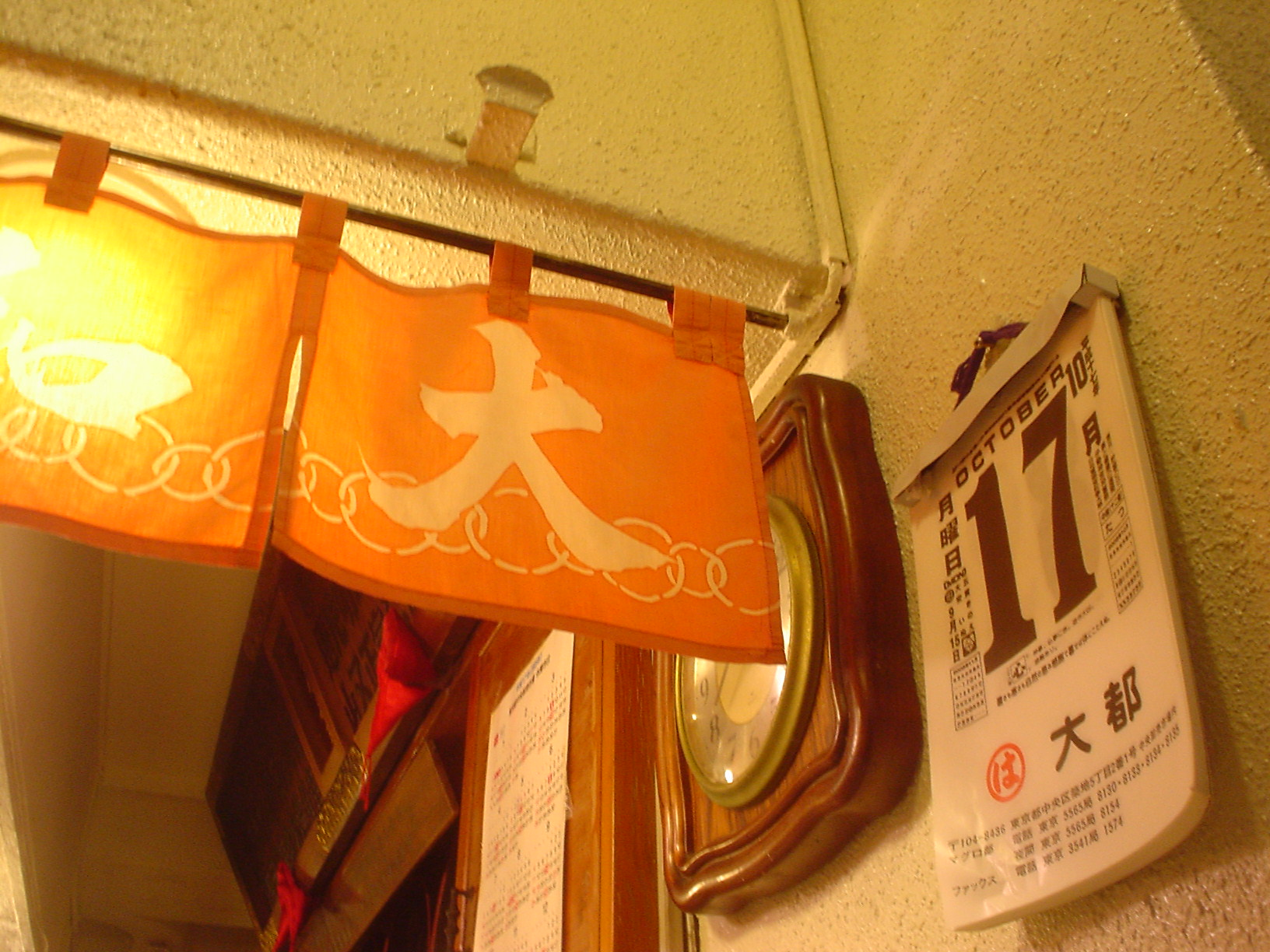
일본의 일력

일력(日曆)은 매일 한 장씩 떼가며 그날의 날짜 등을 보게 만든 달력과 비슷한 책이다.
날짜, 요일, 일진 따위를 종이에 나타내기 때문에 두께가 두껍고, 하루가 지나면 종이 한 장을 뜯는다. 
최근 일력은 기능뿐만 아니라 디자인을 중시한 제품의 형태로 제작되고 있다.

## 같이 보기
- 달력
- 역법